# سئونو هوی
سئونو هوی (Seonu Hwi) (۱۹۲۲–۱۹۸۶) نویسنده و رمان‌نویس کره جنوبی بود.
اولین حضور ادبی او در سال ۱۹۵۵ با انتشار داستان «شبح» صورت گرفت.

## ترجمه
- آینه (선우휘단편집)

## به زبان کره ای
- Seonu Hwi munhakjunjip (선우휘 문학전집) (۱۹۸۷)
- روح (귀신)
- اخراج شده (화재)
- مانگ یانگ (망향)
- افسانه Saritkgo (싸릿골 신화)

## جوایز
- جایزه ادبی دونگ این (۱۹۵۷)